# Ischnura pumilio
Espèce
Statut de conservation UICN

 LC  : Préoccupation mineure
Ischnura pumilio, l'agrion nain ou ischnure naine, est une espèce d'insectes odonates. C'est une demoiselle de la famille des Coenagrionidae.

## Habitat
Ischnura pumilio fréquente les mares temporaires (dont les points d'eau oligotrophes ou acides), les sources ou encore les fossés.

## Description
Les femelles immatures, d'un orange vif, sont facilement repérables.
Les mâles quant à eux arborent la tache caudale typique des Ischnura, mais elle se décale sur le segment S9.
L'espèce se différencie aussi des autres Ischnura par son ptérostigma de l'aile antérieure nettement plus grand, surtout chez les mâles.

## Répartition
Cette espèce est présente en Europe et en Asie mineure. Elle s'étend notamment jusque vers la Mongolie.

## Statut
Les populations, bien que souvent localement abondantes, sont parfois fugaces et disparaissent au fur et à mesure que la végétation évolue.
Ainsi, des populations peuvent facilement cesser après quelques années d'installation et "réapparaître" sur de nouveaux sites.
L'espèce est protégée en région Île-de-France : Article 1.

## Référence
- Dijkstra, Klaas-Douwe Benediktus; illustrations: R. Lewington; traduction et adaptation française: Philippe Jourde, Guide des libellules de France et d'Europe, Delachaux et Niestlé, Paris 2007,  (ISBN 978-2-603-01639-8). Réimpression 2011, 320 p.